# Hyacinthe
Hyacinthe è un romanzo di Henri Bosco del 1940 che appartiene alla trilogia di cui fanno parte anche L'Âne Culotte e Le Jardin d'Hyacinthe.

## Trama
La storia è raccontata interamente al presente da un narratore di cui non si conosce l'identità, che si trasferisce in un piccolo paese in ricerca di solitudine.
La casa in cui abita, la Commanderie, è un luogo misterioso, silenzioso in cui non si vede mai nessuno all'infuori della domestica Mélanie Duterroy, accompagnata dal cane Ragui.
Il narratore ogni giorno vede una lampada accesa dalla finestra della Geneste, la casa di fronte alla sua, e cerca di immaginare il vicino come un uomo simile a lui. Comincia così un periodo di ricerca interiore, attraverso un vagabondaggio per gli stagni che circondano la casa, che lo conduce alla spersonalizzazione e all'annullamento nella natura. Nello stesso tempo rintraccia dentro di sé una serie di racconti d'infanzia che appartengono all'ordine dell'immaginario, ma hanno misteriose corrispondenze col mondo circostante. In particolare, riconosce come un Doppio il personaggio sconosciuto che vive alla Geneste. Il racconto, che si snoda sotto forma poetica, dove la forma narrativa è spesso sostituita da frammenti di diario, lascia intendere che in questa sovrapposizione tra sé e l'altro (Constantin Gloriot), il narratore vive un amore immateriale con Hyacinthe, ragazza altrettanto misteriosa. Il narratore però non arriva mai alla coincidenza col Doppio, e rimane nella sua solitudine.
Alla conclusione del libro si fanno rapidi accenni al mondo incantato del mago Cyprien, che aveva catturato Hyacinthe per farne la regina del paradiso terrestre da lui creato, e darla in sposa a Constantin. I due ragazzi erano diventati come creature sacre per gli zingari, che quindi li stavano cercando per farli tornare a casa. Entrambi però erano scappati, considerando il paradiso del giardino come una casa di schiavitù e solitudine, non essendo liberi di potervi uscire. Cyprien si rivolge al narratore, poiché anch'egli, un tempo, aveva rifiutato il Giardino e perché sa che Hyacinthe, fuggita alla ricerca del ragazzo che amava, lo aveva raggiunto alla Commanderie. Qualche tempo dopo la partenza di Cyprien, il narratore udrà un canto religioso, che aveva già letto nella chiesa di Silvacane: capirà così che Hyacinthe è finalmente ritornata al Giardino.

## Temi dominanti
- acque stagnanti
- la casa solitaria, ospitale, ma animata da presenze, anche immateriali o oniriche
- la luce della lampada della casa di fronte, figura di una presenza sconosciuta ma vicina
- il Doppio: il narratore infatti nei ricordi sognati si sovrappone al vicino, Constantin Gloriot